# Mariana Velho
Mariana Velho (n. Santos (São Paulo), Brasil; el 12 de julio de 1988) es una modelo brasileña ganadora de la primera temporada del reality show Brazil's Next Top Model. 

## Biografía
Nacida en Santos, litoral de São Paulo, Mariana dio sus primeros pasos como modelo a los 16 años en Depois, una agencia internacional con que firmó contrato. Con tres años de carrera, había modelado en China y Corea. Regresó a Brasil en 2006 para retomar sus estudios, ya que había dejado la escuela secundaria por el trabajo.

## En BrNTM
Mariana fue seleccionada para participar, en el casting, que tuvo lugar en el WTC Hotel en São Paulo. La primera semana fue muy elogiada por los jurados, y fue seleccionada para el Top 13. 
En el episodio final, Mariana (junto con todas las participantes del programa) participaron en un desfile que mostraba las notables creaciones del diseñador Alexandre Herchcovitch. Tras el desfile, la presentadora Fernanda Motta anunció el nombre de Mariana Velho como la ganadora del programa.

## Después de BrNTM
Como parte de su premio, Mariana fue la estrella de la portada de la belleza en el mes de enero de 2008 en la revista Elle. 
El premio prometido para la ganadora fue un contrato de cuatro años de R$ 200 mil con la agencia Ford Models; sin embargo, Mariana se negó a firmar, ya que ponían cláusulas absurdas.
También en 2008, Mariana desfiló en la pasarela por primera vez en la Semana de la Moda de Sao Paulo, participando así en el desfile de Samuel Cirnansck. Mariana Velho es aún miembro del jurado llamado "Belleza en la Favela", un concurso de belleza promovido por el programa Hoje em Dia de la Rede Record. 

## TV
- Brazil's Next Top Model en el 2007.
- En el 2008, como jurado.